# الناصرية (بيلا)
قرية الناصرية هي إحدى القرى التابعة لمركز بيلا في محافظة كفر الشيخ في جمهورية مصر العربية. حسب إحصاءات سنة 2006، بلغ إجمالي السكان في الناصرية 6820 نسمة، منهم 3374 رجل و3446 امرأة.